# Aragonská koruna
Aragonská koruna (katalánsky Corona d'Aragó, aragonsky Corona d'Aragón, kastilsky Corona de Aragón, latinsky Corona Aragonum) je souhrnné pojmenování pro všechna historická území, která byla podřízena svrchovanosti aragonského krále mezi roky 1164 a 1707. Koruna aragonská byla thalasokracie, tedy námořní velmoc, kdy její jednotlivé celkem byly od sebe odděleny mořem. Kromě původní Aragonie a Katalánsko ovládali králové ještě Baleáry, jižní Itálii, části jižní Francie, Sicílii, Korsiku, Sardinii a části pevninského Řecka.

## Seznam zemí koruny
| království: - Aragonie - Mallorka (od 1231) - Sardinie a Korsika (1324–1720) - Navarra (od 1425) - Neapolsko (1442–1714) - Sicílie (1282–1713) - Valencie (od 1238) vévodství: - Athénské vévodství (od 1381) - Neopatria (1381–1390) |  | knížectví: - Katalánsko (dříve Barcelonské hrabství) - Andorra (od 1396) hrabství: - Barcelonské hrabství - Urgell - Rosselló - Provensálsko (od 1162) - Gévaudan (1166–1307) panství: - Montpellier (1204–1359) - Malta |

## Historie

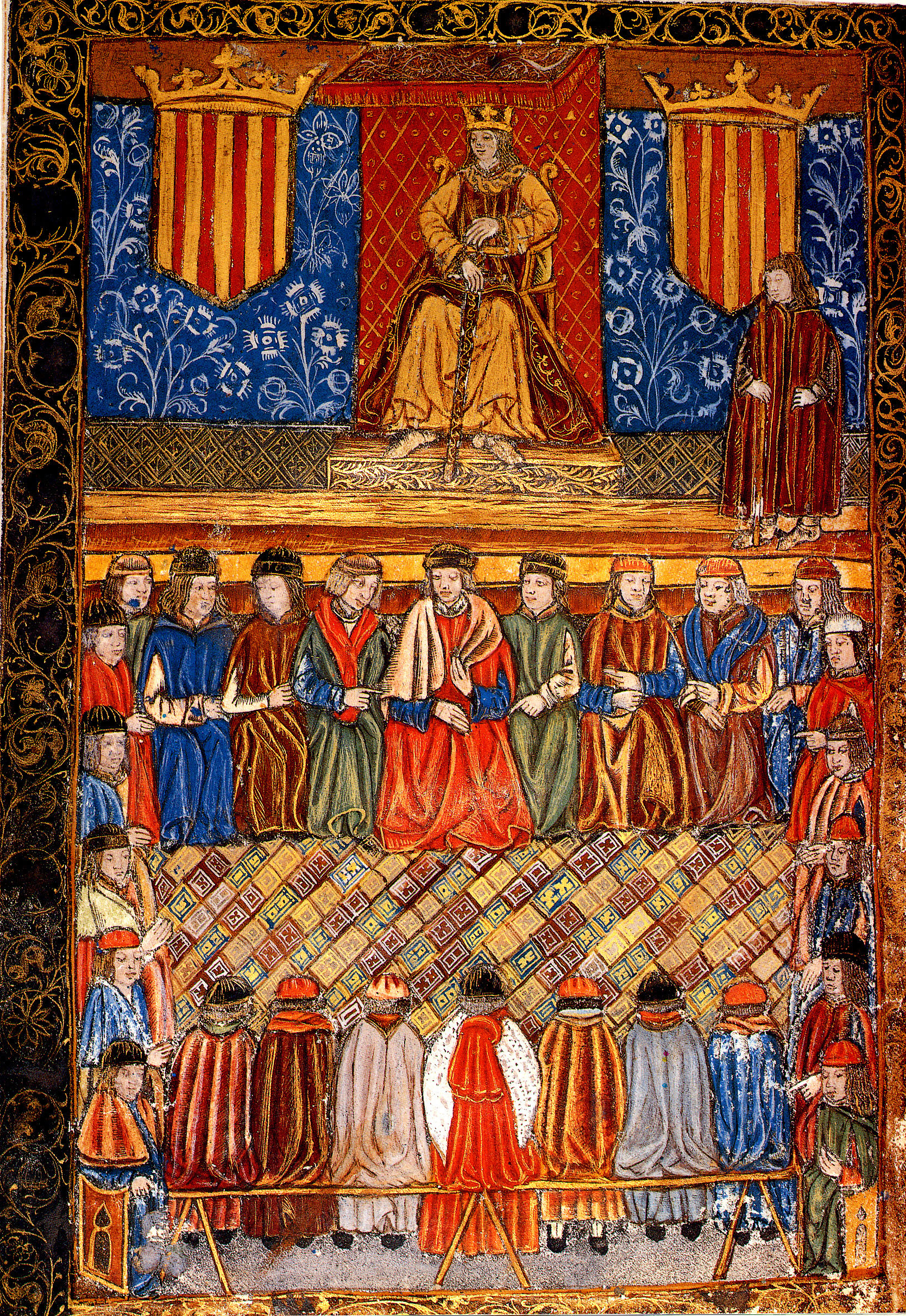
Ferdinand II. Aragonský

Jádrem Aragonské koruny byla personální unie Aragonského království a Barcelonského hrabství, jíž roku 1137 dalo základ manželství královny Petronily Aragonské a hraběte Ramona IV. Barcelonského. S nástupem jejich syna Alfonse II. na trůn roku 1162 (bylo mu tehdy 5 let, takže nominálně vládl spolu s matkou-regentkou a když ta o dva roky později abdikovala, vykonávala za něj vládu regentská rada) nastoupila na aragonský trůn barcelonská dynastie.
Později, jako výsledek reconquisty nových území i sňatkové politiky, se unie království aragonského a hrabství barcelonského rozrostla o valencijské, mallorské a neapolské království, ostrovy Sicílie, Sardinie a Korsika, vévodství aténské a neopatrijské.
Svatbou Katolických Veličenstev Isabely Kastilské a Ferdinanda II. Aragonského byl zahájen proces spojení se zeměmi Kastilské koruny, čímž vzniklo sjednocené Španělské království jako centralistický stát. Španělští králové užívali titulů „aragonský král“ a „kastilský král“ až do roku 1707, kdy Filip V. Španělský většinu práv a titulů eliminoval. Země Aragonské koruny se rozprostíraly na území moderních států Španělsko, Andorra, Francie, Itálie, Malta a Řecko.

## Státní symbolika

znak:
od Ramona Berenguera IV. k Alfonsovi II.
od Alfonse II. k Petrovi II.
od Petra II. k Petrovi IV.
od Petra IV. k Ferdinandovi II.
diagonální varianta

vlajky Aragonské krouny:
raná královská standarta
prapor Jakuba I. při dobývání Valencie
královská standarta ve středověku
královská standarta

vlajky zemí koruny:
Sicilské království (14.–15. století)
heraldická vlajka koruny se znakem Sicilského království
Neapolské království (1442–1501)
Mallorské království
Sardinské království (pod nadvládou Aragonu)